# Louis de Chérisey
Pour les autres membres de la famille, voir Famille de Chérisey.
Louis de Chérisey (1667-1750) est un général français du règne de Louis XV. Il fut président de la noblesse du bailliage de Metz.

## Biographie
Fils de Charles de Chérisey (1621-1692) et de Françoise d'Ernecourt, Louis de Chérisey, deuxième du nom, naît le 3 juin 1667 à Metz dans les Trois-Évêchés. Le jeune Louis de Chérisey, qui deviendra marquis à la mort de son père, se destine très tôt à la carrière des armes. En 1719, il épouse Anne Louise Pagel Paget (†1773), dont il aura quatre enfants.
Il combat en Allemagne sous les ordres des maréchaux d'Asfeld et de Coigny. En 1738, Louis XV le nomme lieutenant-général, malgré son âge avancé. Il sert encore en 1742 et 1743. Blessé à Ettingen, il est affecté sur la Sarre sous les ordres du maréchal de Noailles. Le 25 juillet 1743, Louis de Chérisey est promu Grand-croix de l'Ordre royal et militaire de Saint-Louis. Un peu plus tard, il est nommé commandant la Maison du roi, lieutenant de ses gardes du corps, pendant les campagnes de 1744 et 1745. Après une brillante carrière dans les armées du roi, le gouverneur du fort Saint-Jean de Marseille est finalement promu « lieutenant-général des armées du roi ».
Comblé d'honneurs, le marquis Louis de Chérisey décède le 19 février 1750, à l'âge de 82 ans. Le marquis Louis de Chérisey est le père du lieutenant général Louis Jean François de Chérisey et du chef d'escadre Charles Paul Émile de Chérisey.